# غار حسین‌آباد سرطویله
غار حسین‌آباد سرطویله مربوط به میان سنگی است و در شهرستان مرودشت، بخش مرکزی، دهستان رودبال، شمال غرب روستای حسین‌آباد سرطویله، کنار جاده آسفالته واقع شده و این اثر در تاریخ ۳۰ بهمن ۱۳۸۶ با شمارهٔ ثبت ۲۰۸۲۶ به‌عنوان یکی از آثار ملی ایران به ثبت رسیده است.